# Phaeosia
Phaeosia is een geslacht van vlinders van de familie spinneruilen (Erebidae), uit de onderfamilie Arctiinae.

## Soorten
- P. dimorpha Hampson, 1918
- P. lutea Druce, 1885
- P. orientalis Hampson, 1905